# Max Jason Mai
Miroslav Šmajda, beter bekend onder zijn artiestennaam Max Jason Mai (Košice, Tsjechoslowakije; 27 november 1988), is een Slowaaks zanger.

## Biografie
Miroslav Šmajda werd bekend bij het grote publiek door zijn deelname aan Česko Slovenská Superstar 2009, een talentenjacht voor Tsjechische en Slowaakse artiesten. Hij eindigde op de tweede plaats en als eerste Slowaak. In 2011 werd bepaald dat Miroslav Šmajda Slowakije zou vertegenwoordigen op het Eurovisiesongfestival 2012 in de Azerbeidzjaanse hoofdstad Bakoe. Maar enkele dagen later werd deze beslissing ingetrokken, aangezien Miroslav Šmajda zelf niet op de hoogte was van zijn aanduiding en omdat hij geen contract had getekend met de Slowaakse openbare omroep. In maart 2012 werd dan duidelijk dat hij Slowakije toch zou vertegenwoordigen, onder zijn nieuwe artiestennaam Max Jason Mai. In Bakoe was hij met het nummer Don't close your eyes te horen in de tweede halve finale. Het nummer haalde de finale niet; in de halve finale eindigde Max Jason Mai als laatste op de achttiende plaats.